# Campionato europeo di hockey su ghiaccio 1912
Il 3º campionato europeo di hockey su ghiaccio si è svolto a Praga, in Boemia, allora parte dell'Austria-Ungheria, tra il 2 ed il 4 febbraio 1912. L'attenzione per il campionato fu enorme, tanto che a vedere gli incontri della squadra di casa si registrarono circa 5.000 spettatori.
Solo tre furono le compagini iscritte: Boemia, Germania e Austria. La partecipazione della squadra austriaca, alla sua prima apparizione, fu il motivo per cui questo europeo venne annullato.
La federazione austriaca, infatti, aveva fatto domanda per entrare nella IIHF il 12 gennaio 1912, e la domanda fu ufficialmente accolta il 18 marzo. Questo significava che, al momento della disputa dell'europeo, l'Austria non era un membro della federazione internazionale, la quale, durante la seduta del 22 e 23 marzo successivi a Bruxelles decise per l'annullamento a posteriori del torneo.

## Partite
| 2 febbraio 1912 | Praga | Boemia   | – | Austria  |  | 5:0 (2:0,3:0) |
|                 |       |          |   |          |  |               |
| 3 febbraio 1912 | Praga | Germania | – | Austria  |  | 4:1 (2:0,2:1) |
|                 |       |          |   |          |  |               |
| 4 febbraio 1912 | Praga | Boemia   | – | Germania |  | 2:2 (1:1,1:1) |

### Classifica finale
| RF | Team     | Sp | Sg | Un | NL | Tore | TD | Pkte. |
| -- | -------- | -- | -- | -- | -- | ---- | -- | ----- |
| 1  | Boemia   | 2  | 1  | 1  | 0  | 6:1  | +5 | 3:1   |
| 2  | Germania | 2  | 1  | 1  | 0  | 5:2  | +3 | 3:1   |
| 3  | Austria  | 2  | 0  | 0  | 2  | 1:9  | -8 | 0:4   |

Campione d'Europa 1912  (Titolo annullato)
 Boemia